# Bibliotheek van Genk
De hoofdbibliotheek van Genk kwam er met de aanleg van het nieuwe stadsplein in 2006. De oude bibliotheek op de tweede verdieping van het Stadhuis was met zijn 2000 m² te klein geworden voor de 265.000 bezoekers die er jaarlijks over de vloer kwamen. De moderne bibliotheek was een prestigeproject en daarom vertrouwde het stadsbestuur het ontwerp aan de beroemde Franse architect Claude Vasconi toe. Dit was tevens het laatste project van Vasconi die in 2009 overleed. De bibliotheek was klaar in 2008.

## Gebouw
Het gebouw heeft de vorm van een reusachtige kubus en bevindt zich naast het stadhuis op het stadsplein. Het heeft een enorme glazen wand waardoor de bezoekers binnen de bibliotheek een panoramisch uitzicht hebben op het plein en er bovendien een erg open sfeer wordt gecreëerd. Binnen de bibliotheek zelf heeft de architect gekozen om in een soort L-vorm verdiepingen trapsgewijs op elkaar te stapelen rond een halfopen atrium waar er zich een zit -en krantenhoek bevindt. In het gebouw van 6000m² bevinden zich ook "Het Werkstation", deel van de VDAB Genk, en een externe brasserie. Heel het gebouw is toegankelijk voor gehandicapten dankzij een glazen lift.

## Uitleenmateriaal
De bibliotheek telt meer dan 350.000 uitleenmaterialen waaronder boeken, dvd's en cd's waaronder een groot aantal van het klassieke genre. Verder heeft de bib ook een uitgebreide jeugdafdeling. Alle materialen zijn gratis te ontlenen, indien men lid en jonger dan 26 jaar is. Men kan voor vier weken en beperkt in aantal (tot tien stuks) lenen.

## Technologie
De bibliotheek is een van de modernste van België en geldt als model voor de andere bestaande en toekomstige bibliotheken in Vlaanderen. Zo gebeuren zowel het inleveren als inscannen van de uitleenmaterialen elektronisch en zonder de hulp van het personeel. Dit laat toe om ook buiten de openingsuren boeken etc. in te leveren via een speciale klep. Er is ook geen lidkaart, alles gebeurt via de identiteitskaart.